# طابع خاص
الطابع الخاص أو الطابع المميز، وهي طوابع بريدية مخصصة للمناسبات الخاصة والأعياد التي تتكرر بشكل متكرر. مثل طوابع عيد الميلاد ذات التصميم الموسمي، والتي تستعمل بأعداد كبيرة لإرسال بطاقات عيد الميلاد بالبريد، وهي الأكثر شيوعاً، ولكن في السنوات الأخيرة ظهر عدد من الطوابع الأخرى المشابهة.

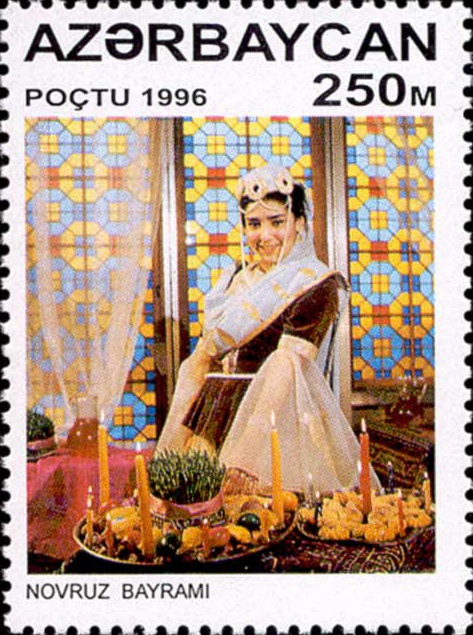
طابع خاص بمناسبة العيد في أذربيجان

إن الخصائص التي تفصل بين الطوابع الخاصة والطوابع الدائمة النهائية والطوابع التذكارية ليست دقيقة؛ فهي مثل الطوابع النهائية، فهي "طوابع عمل" تُطبع بكميات كبيرة وتستعمل في الغالب للارسال بالبريد، ولكنها أيضاً تمجد وتخلد مناسبات معينة وعادةً ما يكون تصميمها أكثر تفصيلاً وجاذبية. وعلى عكس الطوابع التذكارية، تطبع وتصدر قبل بضعة أسابيع من المناسبة التي يحتفل بها، بحيث تكون متاحة خلال الموسم للبيع والاستعمال.
وبالإضافة إلى مناسبة عيد الميلاد، يحتفل حول العالم بالعديد من الأعياد الأخرى بطوابع بريدية خاصة؛ فقد أصدرت اليابان منذ فترة طويلة طوابع بريدية خاصة بعيد رأس السنة الميلادية، وحذت دول أخرى حذوها. كما تصدر العديد من الدول طوابع بريدية بمناسبة عيد الاستقلال ويوم الأمم المتحدة وغيرها من الأعياد الوطنية الرسمية، على الرغم من أن هذه الأعياد تميل إلى أن تكون ذات طابع تذكاري؛ فالشعب لا يرسل عادةً بطاقات أو رسائل خاصة للاحتفال بهذه الأيام.

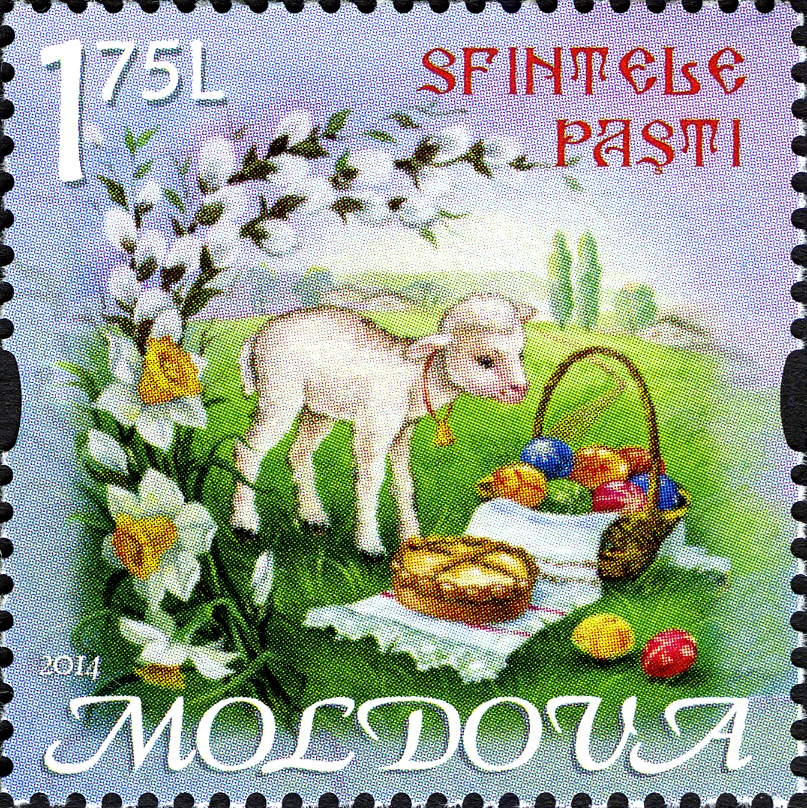
طابع خاص صدر بمناسبة عيد الفصح في مولدوفا

ومن هذهِ الطوابع طوابع الحب التي صممت حول موضوع الحب. وقد صدرت لأول مرة في الولايات المتحدة في عام 1973. وعادةً ما تطبع وتصدر لتظهر قبل يوم عيد الحب، وكذلك تشمل على دعوات الزفاف على مدار العام.
أصدرت المملكة المتحدة والولايات المتحدة العديد من طوابع بطاقات التهنئة بشعارات تحاكي مواضيع بطاقات التهنئة المعتادة، مثل "عيد ميلاد سعيد!" و"أتمنى لك الشفاء!". ويبدو أن هذه الطوابع لم تكن ناجحة بشكل خاص، ولا تستعمل ولا تُرى غالباً على خطابات البريد.
طابع كندي من 1898 خاص لعيد الميلاد